# Trofeu Catalunya Internacional 2013
El Trofeu Catalunya Internacional 2013 va enfrontar el dia 30 de desembre del 2013 la Selecció de futbol de Catalunya amb la Selecció de futbol de Cap Verd, un partit disputat a l'Estadi Olímpic Lluís Companys de Barcelona, que va acabar amb victòria de la selecció catalana per 4 gols a 1.

## Jugadors convocats
- Porters: Kiko Casilla i Jordi Codina.
- Defenses: Martín Montoya, Marc Valiente, Gerard Piqué, Joan Capdevila, Marc Bartra, Jordi Alba i Víctor Alvarez.
- Migcampistes: Oriol Rosell, Sergi Busquets, Sergi Roberto, David Lopez, Victor Sanchez, Jordi Xumetra, Cesc Fàbregas i Aleix Vidal.
- Davanters: "Piti", Sergio García, Bojan Krkić, Oriol Riera i Cristian Tello.

Entrenador: Gerard López

## Detalls del partit
| 30 de desembre de 201319 h \| Catalunya \| 4-1 \| Cap Verd \| \| ------------------------------------------------------------------------- \| ------- \| ------------------- \| \| Sergio García 16' · Sergio García 18' · Bojan Krkić 19' · Oriol Riera 65' \| Informe \| Djaniny Tavares 10' \| Estadi Olímpic Lluís Companys, Barcelona 20.700 espectadors Álvarez Izquierdo (Catalunya) |         |                     |
| Catalunya | 4-1     | Cap Verd            |
| Sergio García 16' · Sergio García 18' · Bojan Krkić 19' · Oriol Riera 65' | Informe | Djaniny Tavares 10' |

| Catalunya | Cap Verd |